# سيرة الحب (مسلسل)
سيرة الحب مسلسل سوري درامي من إنتاج 2007 يخرجه عمار رضوان وهو عبارة عن حلقات منفصلة وشخصيات مختلفة، تدور حول مشاكل العشاق. ويمتد حوالي 30 حلقة ومعظم حلقاته حساسة وكوميدية. ويشارك فيه عدد من النجوم منهم:
- أمل عرفة
- كاريس بشار
- منى واصف
- جمانة مراد
- عبد المنعم عمايري
- جهاد سعد
- سامر المصري
- قاسم ملحو
- ديمة الجندي
- وائل شرف
- هادي أسود
- وغيرهم من الفنانين السوريون.

ومن أسماء حلقات المسلسل:
1. هو وهي
2. على الوحدة ونص
3. صبي وبنت
4. شمس الشموسة
5. أماسينا
6. ما باس تما غير إما